# Phoracantha montana
Phoracantha montana es una especie de escarabajo del género Phoracantha, familia Cerambycidae. Fue descrita científicamente por Gressitt en 1959.
Es originaria de Australia, como todas las especies de este género; se encuentra en Papúa Nueva Guinea.